# Winter of Love
『Winter of Love』（ウィンター・オブ・ラブ）は、CHEMISTRYのバラード・コレクション・アルバム。2008年11月19日発売。発売元は、デフスターレコーズ。

## 解説
ライブツアー『CHEMISTRY 2008 TOUR “Face to Face”』最終日の、日本武道館で本作発売を発表。バラードを中心とした3枚目のコンセプト・アルバム。初回盤は暗闇で光るジャケット仕様、ポラロイド風カード封入。

## 制作
既存曲から数曲がリアレンジ・再録音（リクエイトと称している）され、既発売楽曲の中からバラードにしてみたい楽曲をファンクラブ内で投票。その結果、「It Takes Two」（2002年）が選ばれた。カバー曲は「ラヴ・イズ・オーヴァー」（欧陽菲菲）や「X'mastry（クリスマストリー）」名義で着うた先行配信楽曲「クリスマス・イブ」（山下達郎）を収録。

## 収録曲
1. Scent of Winter
作曲・編曲：谷口尚久
Instrumental。
2. 愛しすぎて 〜'08 winter ver.〜
作詞：小山内舞・RYOJI／作曲：RYOJI・YANAGIMAN／編曲：Soundbreakers
1stアルバム『The Way We Are』収録曲のアレンジ。
3. クリスマス・イブ
作詞・作曲：山下達郎／編曲：CHOKKAKU
山下達郎のカバー。
4. ココロノドア
作詞：Satomi／作曲：五島良子／編曲：河野伸
コンセプト・アルバム『Hot Chemistry』収録曲。
5. My Gift to You 〜'08 winter ver.〜
作詞：小山内舞／作曲：S.O.S.／編曲：石井マサユキ
7thシングルのアレンジ。
6. 涙のあと （original album version）
作詞：麻生哲朗／作曲：ハマモトヒロユキ／編曲：益田トッシュ
12thシングル「Long Long Way」カップリング曲。
7. It Takes Two 〜'08 winter ver.〜
作詞：小山内舞／作曲：和田昌哉／編曲：STY （Digz, inc）
6thシングルのアレンジ。
8. So in Vain
作詞：Juve／作曲：為岡そのみ／編曲：益田トッシュ
10thシングル。シングル・バージョンはアルバム初収録。
9. ラヴ・イズ・オーヴァー
作詞・作曲：伊藤薫／編曲：谷口尚久
欧陽菲菲のカバー。
10. You Go Your Way （original album version）
作詞：小山内舞／作曲：豊島吉宏／編曲：MAESTRO-T
3rdシングル。
11. 最期の川
作詞：秋元康／作曲：井上ヨシマサ／編曲：CHOKKAKU
22ndシングル。
12. 恋する雪 愛する空
作詞：田中花乃／作曲：山本加津彦／編曲：塩川満己
25thシングル。先行シングル。
13. クリスマスローズ
作詞：渡邊亜希子／作曲：森元康介／編曲：OCTPUSSY
18thシングル「遠影 feat. John Legend」カップリング曲。アルバム初収録。

## 演奏
- 谷口尚久：Vocal Arrangement (#1.2.3.5.7.9.11.12)
- 林部直樹：Guitar (#2)
- 徳澤青弦：Cello, Strings Arrangement (#2)
- 藤堂真彦：1st Violin (#2)
- 藤家良子：2nd Violin (#2)
- 菊地幹代：Viola (#2)
- 種子田健：Bass (#3.11)
- 河野伸：Programming & Strings Arrangement (#4)
- 高田真：Drums (#4)
- 大神田智彦：Bass (#4)
- 石成正人
  - Acoustic Guitar (#4)
  - Guitar (#7.8.10)
- 三沢またろう：Percussion (#4.11)
- 金原千恵子ストリングス：Strings (#4)
- 石井マサユキ：Guitar (#5)
- 益田トッシュ：Programming (#6.8)
- コモブチキイチロウ：Bass (#6)
- 秋山誠司：Guitar (#6)
- Philip Woo：Keyboards (#6)
- 中島ノブユキ：Keyboards (#8)
- 和田昌哉：Vocal Arrangement (#10)
- 豊島吉宏：Programming & All Other Instruments (#10)
- 弦一徹ストリングス：Strings (#11)
- 青柳誠：Piano (#11)
- OCTOPUSSY (菱川亜希、松澤友和)：All Instruments & Programming (#13)